# Geórgicas
Las Geórgicas (publicadas en 29 a. C.) es un poema de Virgilio, el segundo en importancia de entre los que escribió, cuya intención es glosar e informar acerca de las labores agrícolas, además de representar una loa de la vida rural. 
El poema está dividido en cuatro libros, tiene un carácter didáctico y consta de 2.188 hexámetros. Está inspirado en Los trabajos y los días de Hesíodo. Virgilio la dedicó de modo especial a sus benefactores, Augusto y Mecenas (al que se invoca en el inicio de cada libro). La obra sirve de ilustración de algunas de las labores desarrolladas en el campo (recolección, siembra...), de explicación del funcionamiento de las estaciones del año y de las características climáticas.
Además de estos temas relacionados con la vida en el campo, hay otras partes del libro en que aparecen episodios sin relación aparente con él, como es el relato de los acontecimientos asombrosos que siguieron al asesinato de Julio César, o haciendo analogías que sirven para elogiar el gobierno de Augusto en el caso del apartado de la vida de las abejas.
Las Geórgicas serán una referencia habitual en la literatura renacentista cuando se aborde el tema del Beatus Ille.

## Temas tratados

### Libro 1
- La agricultura: la tierra, los métodos, el origen de la agricultura.
- El trabajo agrícola: los instrumentos, el tiempo propicio para las labores.
- Las predicciones meteorológicas.

### Libro 2
- Los árboles cultivados y frutales: las especies y los terrenos y cuidados que requieren.
- El cultivo de la vid y del olivo (específicamente).

### Libro 3
- Ganadería vacuna y caballar.
- Ganadería ovina y caprina.
- El cuidado y cría de los perros.
- Las plagas de los ganados.

### Libro 4
- Apicultura